# Црвена Давидова звезда
Црвена Давидова звезда (✡; хебр. מגן דוד אדום) или Маген Давид Адом (МДА), је назив за службену санитетску службу државе Израел која има задатак деловања у ванредним ситуацијама, пружања хитне медицинске помоћи и чувања залиха крви.
Маген Давид Адом је основан године 1930. као добровољно удружење у Тел Авиву. Пет година се проширио по јеврејским насељима у Палестини, а године 1950. му је Кнесет дао службени статус.
Маген Давид Адом није део међународне организације Црвеног крста јер је године 1929. одлучено да се, након увођења Црвеног полумесеца и Црвеног лава и сунца, више не уводе икакви други верски или национални симболи. 
Упркос томе, између Црвеног крста и Маген Давид Адома постоји велики степен међусобне сарадње.